# 제이미 커밍
제이미 커밍(James Andrew Jamie Cumming, 1999년 9월 4일 ~)는 잉글랜드의 축구 선수로, 현재 옥스퍼드 유나이티드에서 뛰고 있다.